# 蓬峠
蓬峠（よもぎとうげ）は、群馬県利根郡みなかみ町と新潟県南魚沼郡湯沢町の間にある標高1,529mの峠。

## 概要
古くから土樽越などとして上越国境を越える道として知られていた。公道である三国街道上の関所、番所を経由しない庶民の道であるため公的には記録などは残っていないが、郷土史によれば背負商人と呼ばれる人々が新潟側と群馬側の物々交換のために通ったという。双方の住民にとって必需品を運んでいる背負商人は清水、湯檜曽の両口留番所でも寛大に扱われていたが、明治元年に新政府が清水越え、谷後越えと併せて通行、行商人を厳しく取り締まるようになった。また凶作、飢饉があった時に百姓が出稼ぎのために秘かに抜けたとも言われる。当時出国の取り締まりは厳しかったが、利根郡、魚沼郡のいずれにも先祖がそれぞれ越後、上州から来たという言い伝えのある旧家が見られる。
明和9年（1772年）に落成した瑞祥庵（湯沢町大字土樽）の本堂に使われている木材の一部は雪中にこの峠を越えて湯檜曽（群馬県みなかみ町）の山から運ばれた。
新潟側については近代になって行き交いが少なくなり荒れていたところを国鉄山の家の髙波吾策が1942年（昭和17年）の春から夏にかけて私費を投じて再整備した。
国道291号の点線国道区間にある清水峠の近傍であり、清水峠同様に登山道程度の整備のみとなっている。よって、車両は通行できない。

## 登山
新潟県側からは、上越線土樽駅近傍の南越後観光バス蓬橋バス停より魚野川に沿って上流へ1.5 kmほど南下し、関越自動車道土樽パーキングエリア付近で万太郎谷と蓬沢の合流点である万太郎橋へ到達する(ここまで舗装路)。蓬沢沿いの林道へ入り1 kmほど行くとクロガネ沢出合付近で車道は終点となり、それより先は登山道となる。林道終点の砂防ダム近辺に5台分程の駐車スペースがある。登山道入り口から峠までは約3 km。まず川沿いの道を行き、東俣沢出合から上りに転ずる。尾根筋をつづら折れに上り詰めそこから茶入沢までトラバース気味に進む。茶入沢を越えてジグザグにしばらく進んでいくと水場があり、稜線に出たところが三国山脈を縦走する登山道で、山小屋の蓬ヒュッテが存在する。登山道と縦走路との合流地点から稜線上を南に約100 mほど進むと蓬峠に達する。蓬峠から群馬県側へ白樺尾根を1 kmほど下っていくと白樺避難小屋があり、そこから国道291号の点線国道区間(旧道)と尾根を下って湯檜曽川沿いに進む新道に分岐している。いずれの道もさらに進むと上越線土合駅に至る。
谷川連峰の登山道の中では比較的平易な部類で、縦走歩きの入門コース、また距離と時間の短さから緊急時のエスケープルートという側面もある。
付近は笹原に覆われ、夏は高山植物が多く観察できる。隣接する峰々に春先まで雪が残るため、バックカントリースキーの対象となることもある。
アクセス
- 上越線土樽駅または土合駅

## 蓬ヒュッテ
峠の近傍にある小屋「蓬ヒュッテ（よもぎひゅって）」は1952年（昭和27年）に登山客の利便と遭難防止を目的に地元自治体によって建てられた。元々は避難小屋であるが、収容人員約20名の営業小屋として使われている(2014年現在は所属自治体の湯沢町が管理)。谷川連峰、上越国境三国山脈縦走路上での有人小屋はここより北には無い。

## 山の鐘

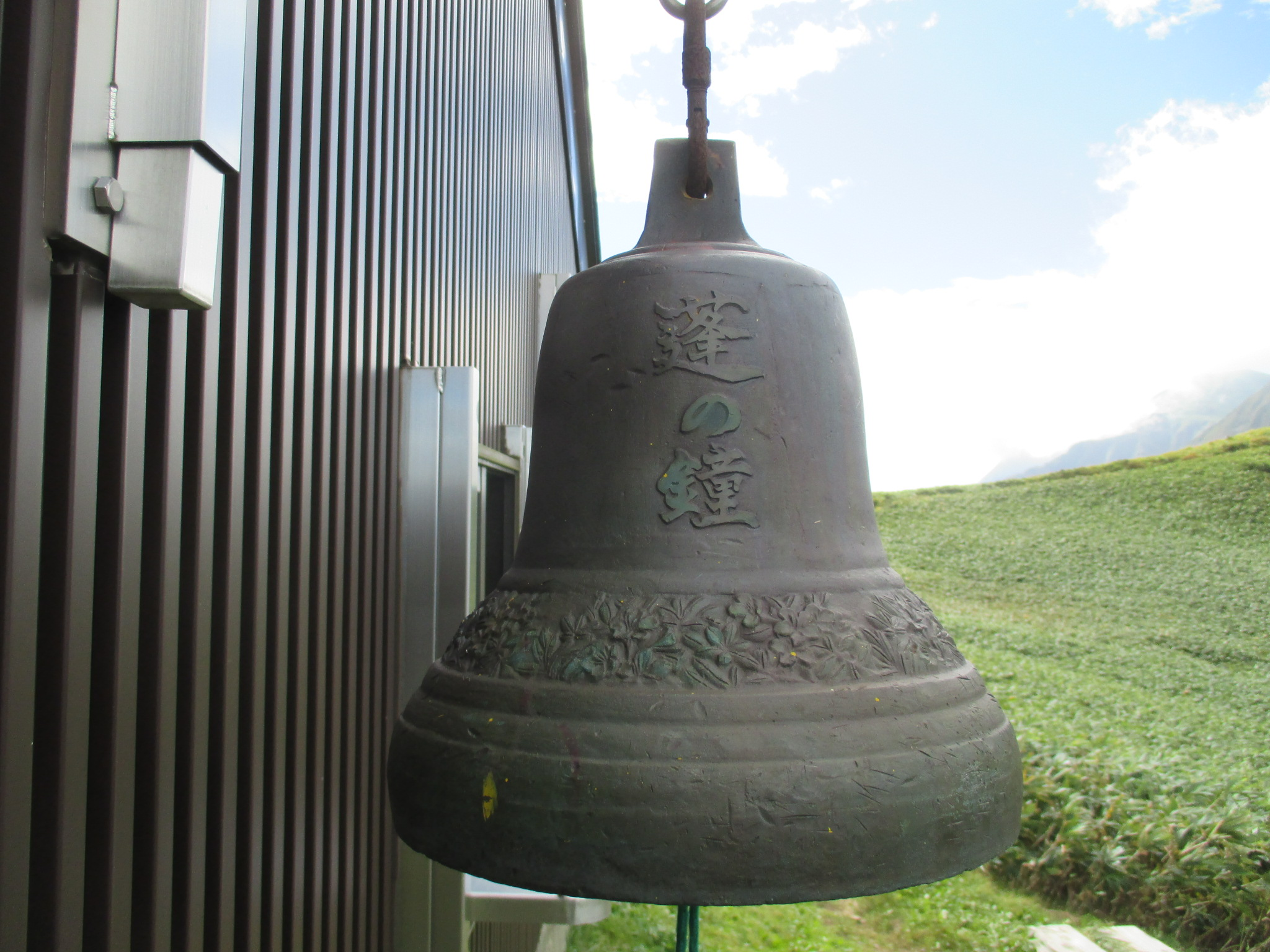
「蓬の鐘」の画像

山の鐘は谷川連峰の五つの小屋（土合山の家、谷川岳肩ノ小屋、蓬ヒュッテ、平標小屋、土樽山の家）についていた鐘。
1953年（昭和28年）に榎本進によって製作され、北千住の登山用品店・駒草山荘の長谷川勇（吉田勇）によって寄贈された。これは高波の新道開発や遭難救助活動を始めとした谷川岳周辺エリアの山岳振興に対して、戦前に交わした約束を長谷川が果たしたもの。
登山家の川崎隆章によって詠まれた短歌がそれぞれ彫られている。
- 土合の鐘 - 「トンネルに入りゆく汽車の笛かなし心にしみて亡き友思う」
- 肩の鐘 - 「鐘は鳴れみ山慕いて逝きし子の魂にもひびけ鳴り渡りゆけ」
- 蓬の鐘 - 「巡りきし峠は目路のひらけきて日は寂かなり亡き友思う」
- 平標の鐘 - 「日本海の気流はこりて湧く霧のしまきは深し亡き友思う」
- 土樽の鐘 - 「降り立てる山の小駅に亡き友の面影おもういざ谷川へ」

岳人の友情、山の誓い、遭難防止の願いが込められており、音色の違いによって悪天候時や黎明薄暮時に道しるべとして役割を果たした。